# Hauteville-lès-Dijon
 Hauteville-lès-Dijon  là một xã ở tỉnh Côte-d'Or trong vùng Bourgogne-Franche-Comté, phía đông nước Pháp. Xã Hauteville-lès-Dijon nằm ở khu vực có độ cao trung bình 390 mét trên mực nước biển.